# خوان کامارا
خوان کامارا (اسپانیایی: Juan Cámara‎؛ زادهٔ ۱۳ فوریهٔ ۱۹۹۴) یک بازیکن فوتبال اهل اسپانیا است که در پست وینگر چپ به شکل قرضی از بارسلونا برای باشگاه فوتبال ژیرونا در سگوندا دیویژن بی بازی می‌کند.
از باشگاه‌هایی که در آن بازی کرده‌است می‌توان به باشگاه فوتبال ویارئال و باشگاه فوتبال بارسلونا بی اشاره کرد.